# Six Degrees of Inner Turbulence (chanson)
Pistes de Six Degrees of Inner Turbulence
Disappear
(5 [CD1])
Six Degrees of Inner Turbulence est la sixième et dernière chanson de l'album du même nom du groupe de metal progressif Dream Theater. La musique a été composée par John Myung, John Petrucci, Mike Portnoy et Jordan Rudess et les paroles ont été écrites par Mike Portnoy et John Petrucci. C'est la chanson la plus longue de Dream Theater avec ses 42 minutes, mais elle est divisée en huit parties distinctes. À elle seule, elle occupe le deuxième disque de l'album.

## Apparitions
1. Six Degrees of Inner Turbulence (Album) (2002)
2. Live at Budokan (DVD Live) (2004)
3. Live at Budokan (Album Live) (2004)
4. Score (Album Live) (2006)
5. Score (DVD Live) (2006)

## Liste des parties
Pour faciliter la vie des auditeurs, la chanson a été séparée en huit parties ayant son style distinctif.
- I. Overture
  - À l'origine, c'est Jordan Rudess qui avait composé cette pièce instrumentale. Le reste du groupe a ensuite également contribué à écrire toutes les autres parties en se basant sur les thèmes que Rudess avait écrit. Sur l'album le clavier nous rappelle énormément un immense orchestre et l'utilisation de la guitare, de la basse et de la batterie vient ajouter à la puissance de ce premier. La chanson n'a jamais été rejouée par le groupe dû à la complexité du clavier, mais sur l'album Score lorsque la chanson est entièrement reprise, c'est un orchestre qui l'interprète.

- II. About to Crash
  - La deuxième partie introduit le sujet de la pièce: la maladie mentale. Dans celle-ci, une jeune fille semble souffrir de trouble bipolaire et le chanteur narre les problèmes qu'elle vit.

- III. War Inside My Head
  - La troisième partie nous introduit dans un monde plus sombre, cette fois le sujet se trouve à être un vétéran du Vietnam qui souffre de trouble de stress post-traumatique. C'est la partie la plus courte du disque avec ses 2:08, elle est également la piste la plus courte de l'album entier.

- IV. The Test That Stumped Them All
  - Cette fois-ci, Dream Theater nous bombarde littéralement de notes. Le personnage dont il est question souffre lui de schizophrénie. La chanson est divisée en deux: le schizophrène qui explique ce qu'il vit et les docteurs qui tentent de trouver un moyen pour le sauver.

- V. Goodnight Kiss
  - Dans ce cinquième mouvement, LaBrie incarne une mère qui éprouve la perte de son enfant. Dans la première moitié elle pleure la mort de celui-ci et semble souffrir de dépression (peut-être post-natale). Dans la deuxième moitié, un solo de guitare accompagne ce qui semble être un flash-back ramenant au jour de la mort de l'enfant.

- VI. Solitary Shell
  - Cette partie plus douce nous parle d'un homme autiste, qui ne s'en remet qu'à lui-même dans sa « coquille solitaire ». Cette chanson est marquée par l'utilisation d'une guitare à 12 cordes.

- VII. About to Crash (Reprise)
  - La suite de la deuxième partie, le thème est repris avec une guitare plus électrifiante et un clavier moins présent que dans la première prise. Cette fois-ci, nous avons le point de vue de la personne qui souffre de trouble bipolaire. Elle représente tous les signes de cette maladie.

- VIII. Losing Time / Grand Finale
  - La partie Losing Time de la chanson parle en premier lieu d'une personne qui souffre de personnalités multiples ce qui pourrait dire que toutes les personnes dont il est question depuis le début ne soit qu'une seule et même personne. Elle finit ensuite par une grande finale qui retrace toutes les parties de la chanson et qui se conclut en expliquant que malgré toutes ses aventures, les vraies réponses restent à l'intérieur de nous.

## Faits Divers
- Le gong entendu à la fin de la chanson est un hommage de Mike Portnoy à son père, Howard, qui a lui-même frappé le gong lors de l'enregistrement. Ce dernier a, lui aussi, contribué à The Great Debate sur l'intro du morceau.
- Solitary Shell rappelle grandement la chanson Solsbury Hill de Peter Gabriel autant au niveau instrumental que dans le titre. Toutefois, aucun lien n'a été confirmé par les membres du groupe entre les deux chansons.
- Le dernier accord de Grand Finale qui conclut l'album en disparaissant, réapparaît sur l'album suivant Train of Thought dans la première chanson As I Am.
- La chanson a été reprise du début à la fin une seule fois, sur le live Score.

## Personnel
- James LaBrie - chant
- John Myung - basse
- John Petrucci - guitare
- Mike Portnoy - batterie et chant
- Jordan Rudess - claviers
- Howard Portnoy - gong